# پرزلتیتسه
پرزلتیتسه (به چکی: Přezletice) یک ناحیه در جمهوری چک است که در ناحیه پراگ-شرق واقع شده‌است. پرزلتیتسه ۴٫۱۵ کیلومتر مربع مساحت و ۱٬۰۳۸ نفر جمعیت دارد و ۲۳۲ متر بالاتر از سطح دریا واقع شده‌است.